# Histiophryne psychedelica
Histiophryne psychedelica är en fiskart som beskrevs av Pietsch, Arnold och Hall 2009. Histiophryne psychedelica ingår i släktet Histiophryne och familjen Antennariidae. Inga underarter finns listade i Catalogue of Life.